# Gangsters
Pour l’article homonyme, voir Gangster.
Pour plus de détails, voir Fiche technique et Distribution.
Gangsters est un film franco-belge réalisé par Olivier Marchal, tourné en 2001 et sorti en 2002.

## Synopsis
Franck Chaievski, un petit truand multi-récidiviste, et sa compagne, Nina Delgado, une prostituée toxicomane, subissent un interrogatoire musclé au commissariat de police du 18e arrondissement de Paris. On les accuse d'avoir organisé un braquage qui a fini en bain de sang, et certains policiers veulent surtout savoir où sont passés les 80 millions de francs en diamants bruts...

## Fiche technique
Sauf indication contraire, les informations mentionnées dans cette section peuvent être confirmées par la base de données cinématographiques IMDb,  présente dans la section « Liens externes ».
- Titre original : Gangsters
- Réalisation et scénario : Olivier Marchal
- Musique : Axelle Renoir
- Décors : Bertrand L'Herminier
- Costumes : Pascale Arrou et Virginie Dubroca
- Photographie : Matthieu Poirot-Delpech
- Son : Sylvain Lasseur, Pierre Mertens, Frédéric Attal, Pascal Jasmes, Jean-Alexandre Villemer
- Montage : Hugues Darmois
- Production : Cyril Colbeau-Justin, Hubert Toint, Ariel Zeitoun et Paul Fonteyn 
  - Production associée : Jean-Baptiste Dupont, Fabienne Servan-Schreiber et Arlette Zylberberg
- Sociétés de production[1] :
  - France : A.J.O.Z. Films, LGM Productions, Cinétévé et France 3 Cinéma
  - Belgique : Saga Film (I) et la RTBF
- Sociétés de distribution[2] : Universal Pictures (France) ; 	Les Films de l'Elysée (Belgique) ; JMH Distributions SA (Suisse romande)
- Budget : 4,42 millions d’ €[3]
- Pays de production :  France,  Belgique
- Langue originale : français
- Format[4] : couleur - 35 mm - 2,35:1 (Cinémascope) - son Dolby Digital
- Genre : policier, action, drame
- Durée : 90 minutes
- Dates de sortie[5] :
  - France, Suisse romande : 20 février 2002[6]
  - Belgique : 8 mai 2002[7]
- Classification[8] :
  - France : interdit aux moins de 12 ans[9]
  - Belgique : tous publics (Alle Leeftijden)

## Distribution
- Richard Anconina : Franck Chaievski
- Anne Parillaud : Nina Delgado
- François Levantal : commandant Eddy Dahan
- Gérald Laroche : commandant Marc Jansen
- Francis Renaud : Rocky
- Guy Lecluyse : Babar
- Pierre Laplace : Pitoune
- Jean-Jacques Le Vessier : Deutsch
- Jean-Louis Tribes : "Petit Claude"
- François-Régis Marchasson : Pierre Bastiani
- Catherine Marchal : Laurence Weber
- Alexandra Vandernoot : commissaire principal Karine Bremen
- Michel Scourneau : Cointrel
- Richard Dieux : Baldi
- Shirley Bousquet : Judith
- Valérie Bertrand : Betty
- Christian Courtois : Majoufre
- Michel Wouters : Le chef de poste
- Jean-Pierre Gaubiac : Homme Baldi
- Maud Skaky : Danseuse revue du Baron
- Catherine Toublanc : Danseuse revue du Baron
- Christale : Danseuse strip-teaseuse
- Cindy'Lee : Danseuse strip-teaseuse
- Diana Jones : Danseuse strip-teaseuse
- Nolwenn Trotel : Danseuse strip-teaseuse
- Gérard Agbanchenou : Le portier du Narcisse

## Autour du film
- Initialement, Olivier Marchal avait écrit le rôle de Franck Chaievski en pensant le confier à Philippe Léotard mais celui-ci décéda avant le tournage.

## Éditions en vidéo
- Trilogie policière de Olivier Marchal[10].